# Bisó estepari
El bisó estepari (Bison priscus) fou una espècie de bisó, avui extinta, que habità gran part d'Europa, Orient Mitjà, Rússia, Manxúria i Nord-amèrica durant el Plistocè. És probable que evolucionés originalment a l'Àsia, igual que molts bòvids actuals i altres elements de la fauna glacial amb els quals compartí hàbitat.
Es tractava d'animals similars als actuals bisons europeus, però molt més robustos i grans, de banyes més llargues i adaptats a la vida en espais oberts com les estepes i els límits de la tundra. Les seves relacions amb les espècies de bisons actuals no estan del tot clares, encara que es tendeix a suposar que l'espècie donà origen a l'actual bisó europeu al començament de l'Holocè a partir de formes menors com Bison priscus mediator, que s'adaptaren al nou medi càlid i boscós que començava a substituir l'estepa-tundra glacial a Europa. Les subespècies gegants d'Àsia i Nord-amèrica, com Bison priscus gigas, desaparegueren sense descendència o donaren lloc a l'actual bisó americà (Bison bison).
El 1979 es desenterrà a Alaska el cos congelat d'un mascle de bisó estepari, al qual s'anomenà Blue Babe a causa del color blavós que havia pres la seva carn durant el procés de congelació; cap destacar que al folklore nord-americà, Blue Babe és un gegantí bou blau, mascota del llenyataire Paul Bunyan.
L'animal presentava proves d'haver estat caçat per un petit grup de lleons americans que hagueren d'abandonar poques hores després pel fet que el cadàver començà a congelar-se ràpidament (probablement, a causa de la caiguda de la nit). Posteriorment arribà un altre lleó que es trencà una dent en intentar mossegar el cos congelat.
Hi ha proves que a més del lleó, l'home primitiu era un caçador habitual d'aquesta espècie. Els bisons esteparis apareixen freqüentment representats a pintures rupestres de França i Espanya tals com les de Lascaux, Villairs, Font de Gaume i, especialment, Altamira.